# Parameria
Parameria là chi thực vật có hoa trong họ Apocynaceae.